# Provincia di Esteban Arce
La provincia di Esteban Arce è una delle 16 province del dipartimento di Cochabamba, nella parte centrale della Bolivia. Il capoluogo è Tarata.
Secondo il censimento del 2001 possedeva una popolazione di 31.997 abitanti.

## Geografia antropica

### Suddivisioni amministrative
La Provincia comprende 4 comuni:
- Anzaldo
- Arbieto
- Tarata
- Sacabamba